# 능주향교
능주향교(綾州鄕校)는 대한민국 전라남도 화순군 능주면 교촌리에 있는 향교이다. 1985년 2월 25일 전라남도의 유형문화재 제124호로 지정되었다

## 개요
향교는 훌륭한 유학자를 제사하고 지방민의 유학교육과 교화를 위하여 나라에서 지은 교육기관이다.
능주향교는 태조 1년(1392)에 능주 서쪽에 지었으나 임진왜란 때 불에 타 없어져 선조 33년(1600)에 하응도가 지금의 자리로 옮겼다. 그 뒤에 여러 차례의 수리를 거쳐 오늘에 이르고 있다.
경사진 곳에 위치하여 뒤쪽 높은 곳에 대성전과 동무·서무가 제사공간을 형성하고, 앞쪽에는 명륜당과 동재·서재가 배움의 공간을 형성하여 전학후묘의 배치를 이루고 있다.
조선시대에는 국가로부터 토지, 노비, 책 등을 지급 받아 학생들을 가르쳤으나, 갑오개혁(1894) 이후에 교육적 기능은 없어지고 봄·가을에 제사만 지낸다. 특히 이곳에는 철종 6년(1855) 이후에 관직에 있던 관리들의 기록이 잘 보관되어 있다.

## 참고 자료
- 능주향교 - 국가유산청 국가유산포털